# Vejprty
Vejprty (deutsch Weipert) ist eine Stadt im Ústecký kraj in Tschechien.

## Geographie

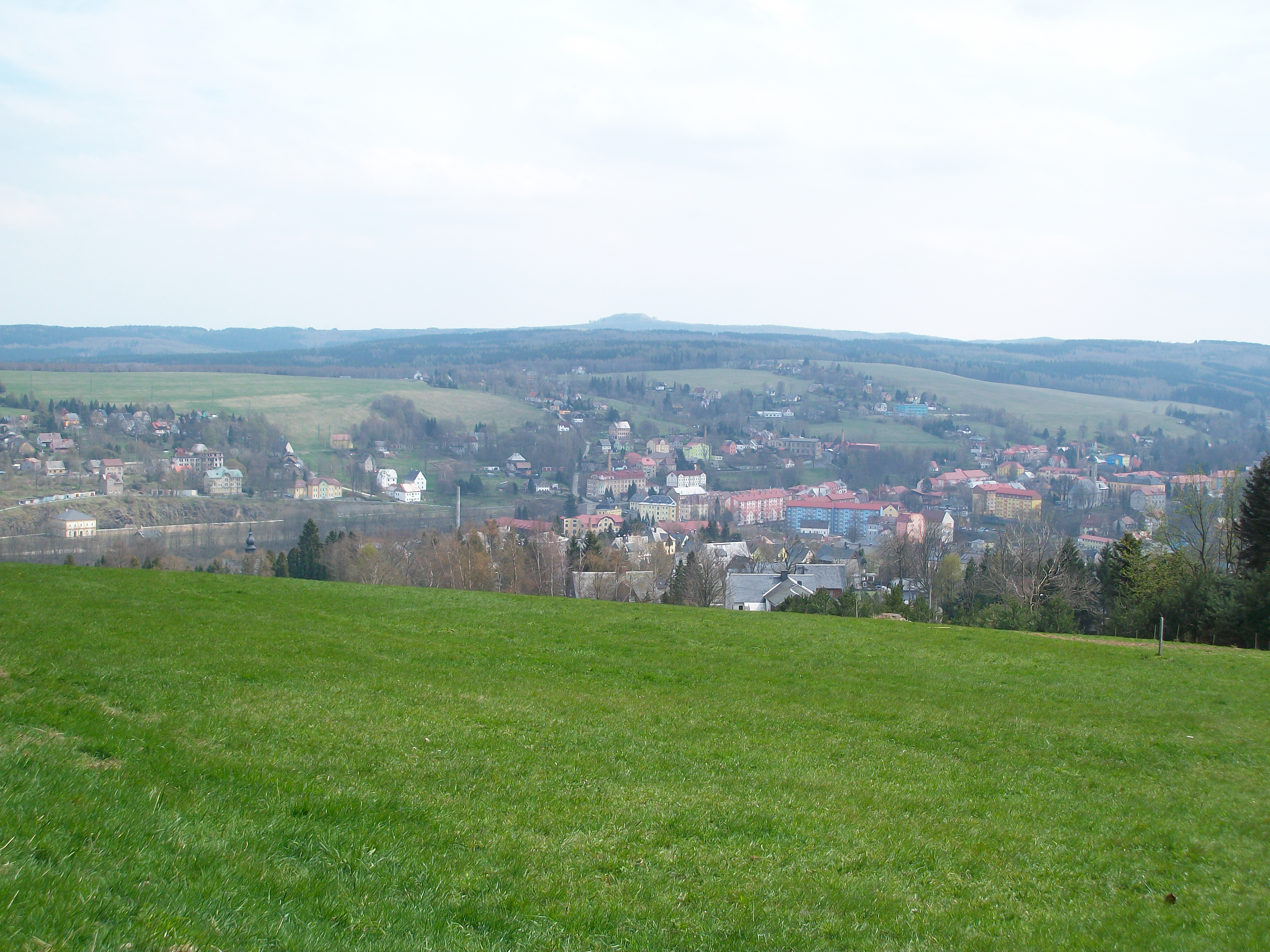
Blick nach Vejprty vom Berg Bärenstein (2017)

### Lage
Die Stadt liegt in Westböhmen im böhmischen Teil des Erzgebirges auf 760 m n.m.. Die Ortslage grenzt im Westen unmittelbar an das benachbarte Bärenstein in Sachsen. Zwischen beiden Orten verläuft der Pöhlbach (tschech.: Polava), der die Staatsgrenze zwischen Tschechien und Deutschland bildet. Beide Orte liegen am Fuße des Basalt-Tafelberges Bärenstein.

### Ortsgliederung
Die Stadt Vejprty besteht aus den Ortsteilen České Hamry (Böhmisch Hammer), Vejprty (Weipert) und Výsada (Lauxmühle). Grundsiedlungseinheiten sind České Hamry, Nové Zvolání (Neugeschrei) und Vejprty. Der Ortsteil Weipert-Grund mit dem Blechhammer, der sich im Norden der Stadt direkt gegenüber dem Bärensteiner Gemeindeteil Kühberg befand, wurde nach 1945 ausgesiedelt und nahezu vollständig abgerissen.
Das Gemeindegebiet gliedert sich in die Katastralbezirke České Hamry u Vejprt und Vejprty.

### Nachbarorte
|                | Königswalde                                 |                                    |
| Bärenstein     | Kompassrose, die auf Nachbargemeinden zeigt | Kryštofovy Hamry (Christophhammer) |
| Oberwiesenthal | Loučná pod Klínovcem (Böhmisch Wiesenthal)  | Kovářská (Schmiedeberg)            |

## Geschichte

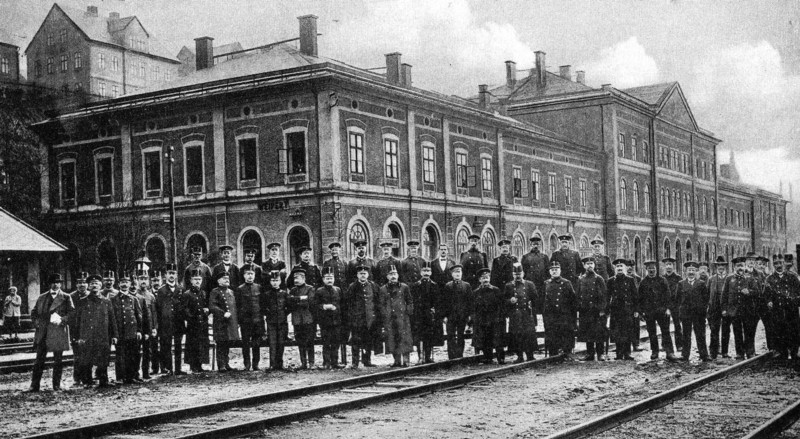
Die Belegschaft des Grenzbahnhofs Weipert (um 1905)

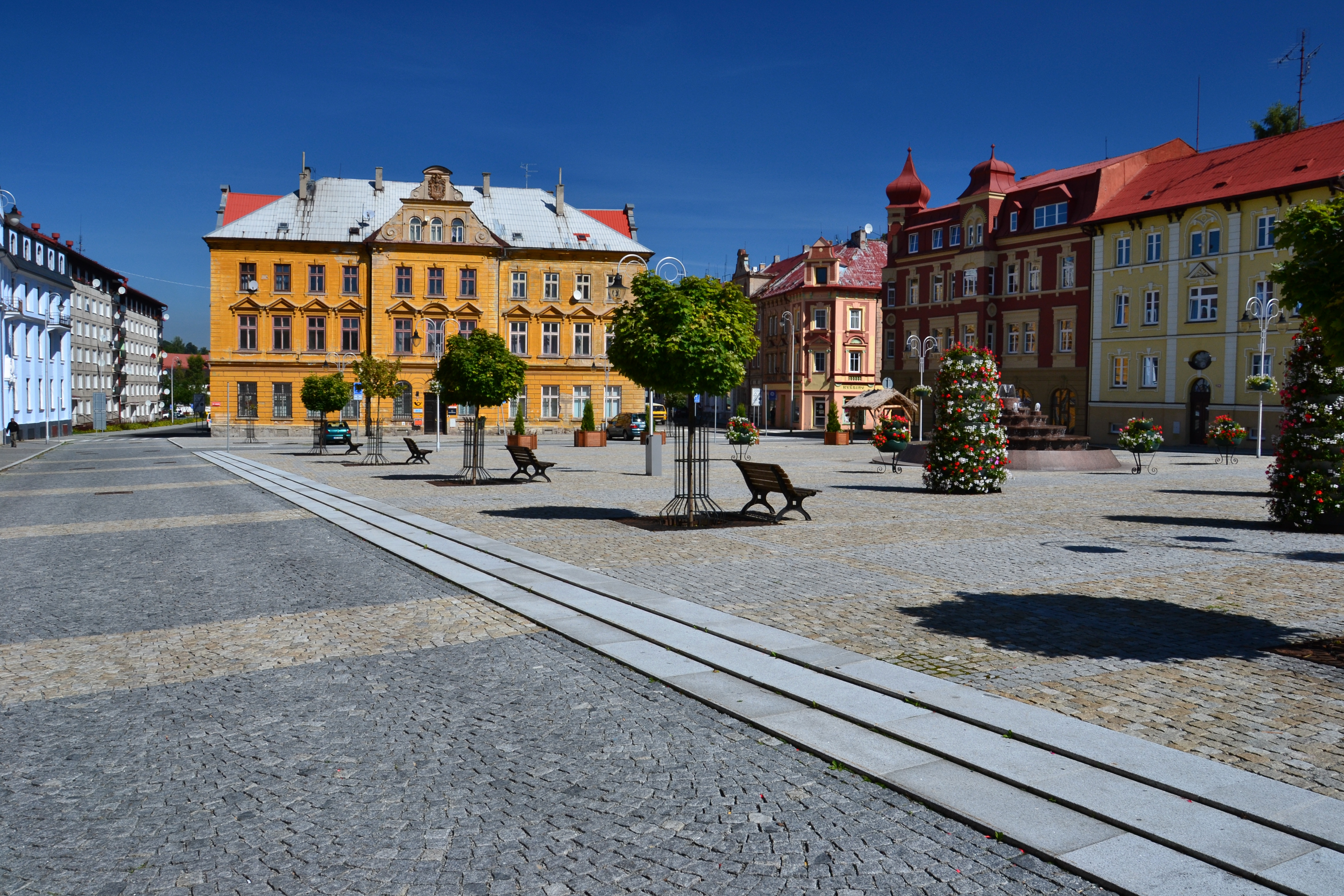
Im Stadtzentrum (2011)

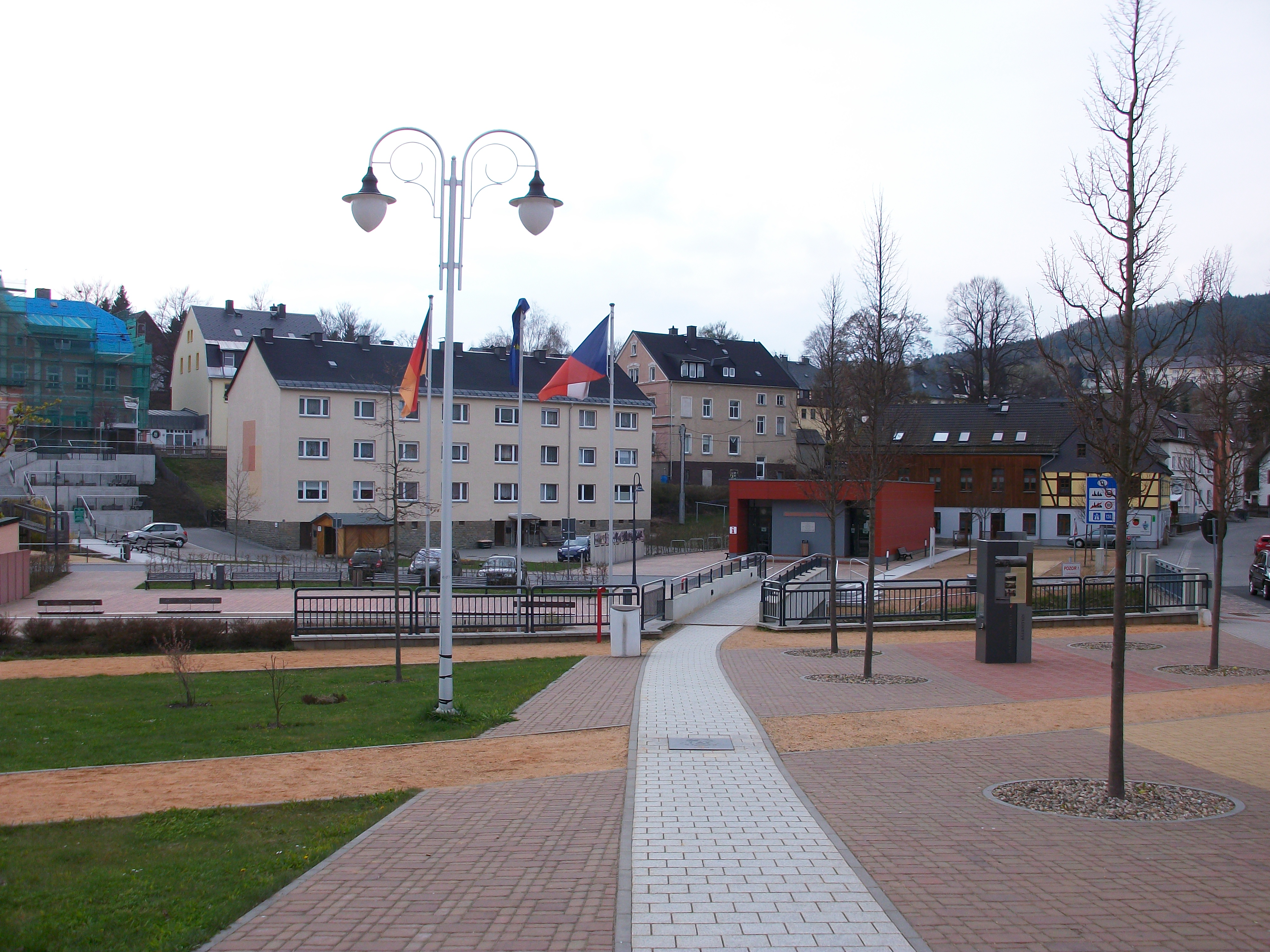
Gemeinsame Mitte Bärenstein/Vejprty, Blick nach Bärenstein (2017)

Im frühen Mittelalter führte ein Handelsweg von Prag über den Preßnitzer Pass bis nach Leipzig und Halle und überquerte beim Blechhammer in Weipert-Grund die Grenze.
1413 wurde erstmals ein Grenzzeichen „by dem wyprechte“ genannt und in Lehensurkunden von 1526 und 1573 ist die Rede vom „Wüsten Hammer Weyberth“, welcher sich im heute nicht mehr besiedelten Teil des einstigen Ortsteils Weipert-Grund befand. Nach dem Einzug der Reformation erhielt Weipert im Jahr 1551 eine evangelische Kirche, die zu Ehren Martin Luthers „Martinskirche“ genannt wurde. Sie wurde auch von Gläubigen aus dem sächsischen Nachbarort Bärenstein jenseits der Grenze besucht. Offenliegendes Silbererz zog immer mehr Bergleute an. Zechen und Ansiedlungen entstanden. 1607 wurde Weipert „Königlich Freie Bergstadt“. Seit 1617 unterstand Weipert nicht mehr der Herrschaft Preßnitz, sondern direkt dem König von Böhmen. Im Zuge der Gegenreformation verließ der letzte evangelische Pfarrer von Weipert im Jahr 1625 das Königreich Böhmen. Zahlreiche protestantische Einwohner von Weipert und der Nachbarorte verließen ebenfalls das Land und siedelten sich auf der gegenüberliegenden, sächsischen Seite des Pöhlbachs als Exulanten an, wo sie die Siedlungen Stahlberg, Niederschlag und Hammerunterwiesenthal gründeten. Das evangelische Gotteshaus wurde zunächst als katholische Kirche genutzt und später zur Friedhofskapelle umfunktioniert.
Nach den Revolutionsjahren 1848/49 im Kaisertum Österreich wurde die Patrimonialgerichtsbarkeit aufgehoben. An ihre Stelle trat der Gerichtsbezirk Preßnitz, von dem 1901/02 der Gerichtsbezirk Weipert abgespaltet wurde. Dieser wurde dem neu gegründeten Bezirk Preßnitz zugeordnet. Die Zeit von 1860 bis 1910 wurde zu Weiperts Blütezeit. 1872 erhielt Weipert mit Inbetriebnahme der Bahnstrecke Komotau–Weipert einen großzügig dimensionierten Grenzbahnhof. 50 Fabriken, Bankgebäude, Verwaltungs- und Bürgerhäuser machten die Stadt mit ihren fast 13.000 Einwohnern zu einer der bedeutendsten Industriestädte im oberen Erzgebirge. Nach 1900 wurde der südlich der Stadt liegende Ort Neugeschrei nach Weipert eingemeindet.
Der Beginn des Ersten Weltkriegs bremste die Entwicklung der Stadt. Die Soldaten von Vejprt gehörten zum 92. Infanterieregiment aus Chomutov, das gleich zu Beginn des Krieges an der serbischen Front schwere Verluste erlitt. 433 Männer aus Vejprt fielen im Krieg oder erlagen ihren Verwundungen. In der Stadt selbst herrschte vor allem gegen Ende des Krieges große Lebensmittelknappheit, so dass viele Menschen verhungerten. Eine der Möglichkeiten, zumindest die Kinder mit Lebensmitteln zu versorgen, war die 1917 von Kaiser Karl I. ausgerufene Wohltätigkeitsveranstaltung "Kind zu Gast"43, in deren Rahmen Kinder aus Vejprt und den umliegenden Dörfern in Begleitung von Lehrern mit dem Zug nach Ungarn gebracht wurden, wo sie mehrere Wochen auf Bauernhöfen mit reichlich Nahrung verbrachten.
Nach Ende des Ersten Weltkriegs und dem Niedergang der Donaumonarchie wurde Weipert 1919 der neu gebildeten Tschechoslowakei zugeschlagen.
Die Zwischenkriegszeit war durch mäßigen Fortschritt und Entwicklung gekennzeichnet. Kurz nach dem Ersten Weltkrieg wurde ein großes Denkmal für Kaiser Joseph II. abgerissen. 1923 wurde das unrentable Elektrizitätswerk in Veiprt in ein Umspannwerk umgewandelt und an das städtische Elektrizitätswerk in Kadan angeschlossen. Im selben Jahr wurde ein öffentliches Schwimmbad gebaut. Im Jahr 1927 wurde die erste Buslinie nach Jáchymov und später auch nach Perštejn in Betrieb genommen. Die wachsende Bevölkerung machte den Bau einer neuen Wasserleitung erforderlich, die Wasser aus den Quellen in Loučná lieferte. Die Nachfrage nach Arsen ermöglichte 1923–1924 die Eröffnung des so genannten Giftschachts mit Arsenopyrit in der älteren Grube Dreikönig. Seine Schließung wurde durch eine Explosion aufgrund schlechter Wartung verursacht, bei der sechs Bergleute ums Leben kamen. Die Gräber der sechs Bergleute sind nicht mehr vorhanden.
In der Zeit vor dem Zweiten Weltkrieg kam es zu einer Reihe von Scharmützeln zwischen der tschechischen Nationalen Verteidigungsgarde und den sudetendeutschen Freikorps. Diese kulminierten am 25. September 1938, als Angehörige der Sudetendeutsche Partei eine Eisenbahnlinie am Rande der Stadt in die Luft sprengten und einen Zug zum Entgleisen brachten. Zu diesem Zeitpunkt war die Evakuierung der tschechischen Bevölkerung bereits im Gange.
Aufgrund des Münchner Abkommens kam Weipert 1938 an das Deutsche Reich, im Oktober 1938 marschierten deutsche Truppen über die Grenzbrücke ein, und Weipert gehörte bis 1945 zum Landkreis Preßnitz, Regierungsbezirk Eger, im Reichsgau Sudetenland. Die Eingliederung in den Landkreis Preßnitz erfolgte am 10. Oktober 1938. Dadurch entfiel im Oktober 1938 die Staatsgrenze nach Bärenstein. Die Bürgerschule wurde in ein Krankenhaus umgewandelt, und der Unterricht fand teilweise in den Fabrikgebäuden statt. Die Unternehmen in Vejprt litten unter der schlechten Versorgung mit Rohstoffen und konnten mit der deutschen Industrie nicht konkurrieren, obwohl in der Stadt zwei Kriegsgefangenenlager eingerichtet wurden, deren Gefangene in den Fabriken arbeiteten. Siebenundfünfzig Männer und vier Frauen wurden aus der Stadt in die Konzentrationslager verschleppt, von denen fünf starben. Andere Einwohner wurden jedoch in andere Lager gebracht.
Die 1939 geplante Teilung des Landkreises Preßnitz und die Eingliederung des Gerichtsbezirks Weipert in den Landkreis Sankt Joachimsthal wurden bis 1945 nicht durchgeführt.
Die Befreiung der Stadt durch die Rote Armee erfolgte am 8. und 9. Mai 1945. Die Verbindung zum Landesinneren wurde zunächst durch das Albatros-Regiment der Revolutionsgarden und das Eiserne Bataillon sichergestellt, deren Aufgabe es war, den Verkehr auf der Bahnlinie zu sichern Für die Sicherheit in der Stadt und ihrer Umgebung sorgten Gendarmen und Angehörige des Grenzschutzes, die aus dem Landesinneren in die Stadt zurückgekehrt waren, sowie zwei Kompanien der Militärgarnison und eine Einheit der Roten Armee. Ihr Ziel war unter anderem die Eindämmung des Schmuggels.

### Vertreibung der Deutschen
Nach dem Ende des Zweiten Weltkriegs wurde im Jahr 1945 die Tschechoslowakei in den Grenzen aus der Zeit vor dem Münchner Abkommen wiederhergestellt, zu der nun auch die jetzt Vejprty genannte Stadt Weipert mit ihren Ortsteilen wieder gehörte. Sie wurde nun durch den Okres Chomutov verwaltet. Zwischen 1945 und 1946 wurde die überwiegend deutschböhmische Bevölkerung vertrieben. Ihr Vermögen wurde durch das Beneš-Dekret 108 konfisziert, das Vermögen der evangelischen Kirche durch das Beneš-Dekret 131 liquidiert und die katholischen Stadtkirchen in der kommunistischen Ära enteignet. Seitens der Tschechischen Republik erfolgte keine Abgeltung für das eingezogene Vermögen. Krieg und Vertreibung forderten etwa 460 Todesopfer.
Die Besiedlung der entvölkerten Stadt Bohemia war nicht erfolgreich. 1945 kehrten die Einwohner, die die Stadt vor dem Krieg verlassen mussten, zurück und es kamen Kleinbauern, aber die ungewisse Zukunft der Industrie und die rauen natürlichen Bedingungen führten dazu, dass die Einwohnerzahl der Stadt nicht einmal die Hälfte des Vorkriegsniveaus erreichte.
Die stark entvölkerte Stadt verfiel zunehmend. Hunderte Häuser sowie viele Fabrikgebäude, vor allem im nördlichen Stadtteil Grund, welcher in dem 1952 eingerichteten, 100 Meter breiten Grenzstreifen lag, und im Stadtzentrum wurden abgerissen. Selbst im Jahre 1982 wurde noch die evangelische Kirche gesprengt. An ihrer Stelle hat die Stadtverwaltung in einer Gemeinschaftsaktion mit dem „Heimatausschuss Weipert“ im Sommer 2005 einen Gedenkstein aufgestellt. Die daran angebrachte Tafel erinnert an das im Jahre 1905 im Jugendstil erbaute Gotteshaus und trägt zweisprachig die Aufschrift: Herzen wurden verletzt, aber der Verstand verlangt Versöhnung!
2004 lebten etwa 3000 Tschechen und ca. 400 Deutsche (11 Prozent) in der Stadt. Mit gezielten Spendenaktionen sanierten die einst Vertriebenen die katholische Dekanalkirche Zu Allen Heiligen. Darüber hinaus sorgte ein anonymer Geldgeber dafür, dass die im Kriegsjahr 1942 abgenommenen drei Glocken im Mai 2005 bei Perner in Passau neu gegossen, am 31. Juli 2005 vom Pilsner Bischof František Radkovský geweiht und beim Heimattreffen am 4. September 2005 wieder erklingen konnten. Zur Glockenweihe wurde erstmals seit Kriegsende auch wieder die Kirmes, das „Weiperter Fest“ gefeiert, es soll alljährlich wieder im Monat Juli stattfinden.
Zur Erhaltung des um 1551 erbauten Martinskirchleins konnte mittels einer gemeinsamen Spendenaktion der einstigen und der heutigen Bewohner sowie weiterer Finanzmittel des Denkmalschutzes eine umfassende Innenrestaurierung erfolgen. Am Martinstag, den 11. November 2006, ist das von Klaus Kastler aus Nürnberg rekonstruierte Altarbild feierlich enthüllt worden. Mit der Erneuerung der Außenfassade haben die letzten Arbeiten ihren Abschluss gefunden.
Am 16. Dezember 2005 wurde der Grenzübergang nach Bärenstein nach 60 Jahren wieder für Kraftfahrzeuge (bis 3,5 t) geöffnet, nachdem die Grenzbrücke kurz zuvor neu gebaut worden war. Dabei wurden die verfallenen Gebäude der ehemaligen Firma „Bayer & Kreuzig“, die Fabrik „Langer & Söhne“ und die „Kraft-Fabrik“ abgerissen. Auf dem abgeräumten Areal befinden sich Teile der Grenzabfertigungsanlage sowie ein Einkaufsmarkt und eine Tankstelle. Im Jahr 2013 eröffnete auf dem Areal die „Gemeinsame Mitte“, d. h. ein gemeinsames Ortszentrum von Bärenstein und Vejprty. Auf deutscher Seite befindet sich ein Pavillon, der als Ausstellungsraum, Informationszentrum und Kultursaal dient. Die Stadt bemüht sich sichtbar, dem einstigen Stadtzentrum, in dem heute viele Plattenbauten stehen, wieder ein freundliches Gesicht zu geben.

### Demographie
| Jahr | Einwohner | Anmerkungen                                                                       |
| ---- | --------- | --------------------------------------------------------------------------------- |
| 1783 | 0 k. A.   | 305 Häuser                                                                        |
| 1830 | 02.972    | in 402 Häusern                                                                    |
| 1845 | 03.275    | in 410 Häusern                                                                    |
| 1857 | 04.160    | am 31. Oktober                                                                    |
| 1869 | 05.349    |                                                                                   |
| 1880 | 06.308    |                                                                                   |
| 1890 | 08.196    |                                                                                   |
| 1900 | 10.039    | deutsche Einwohner                                                                |
| 1910 | 11.692    |                                                                                   |
| 1921 | 10.256    | davon 9.996 (94 %) Deutsche                                                       |
| 1930 | 11.751    | davon 11.103 Deutsche, 238 Tschechen und 407 Ausländer.                           |
| 1939 | 10.667    | davon 611 Evangelische, 9.721 Katholiken und zwei sonstige Christen (keine Juden) |

| Jahr      | 1950  | 1961  | 1970  | 1980  | 1991 1 | 2001 1 | 2011 1 |
| Einwohner | 4.476 | 4.467 | 3.546 | 3.820 | 3.320  | 3.336  | 2.950  |

## Sehenswürdigkeiten

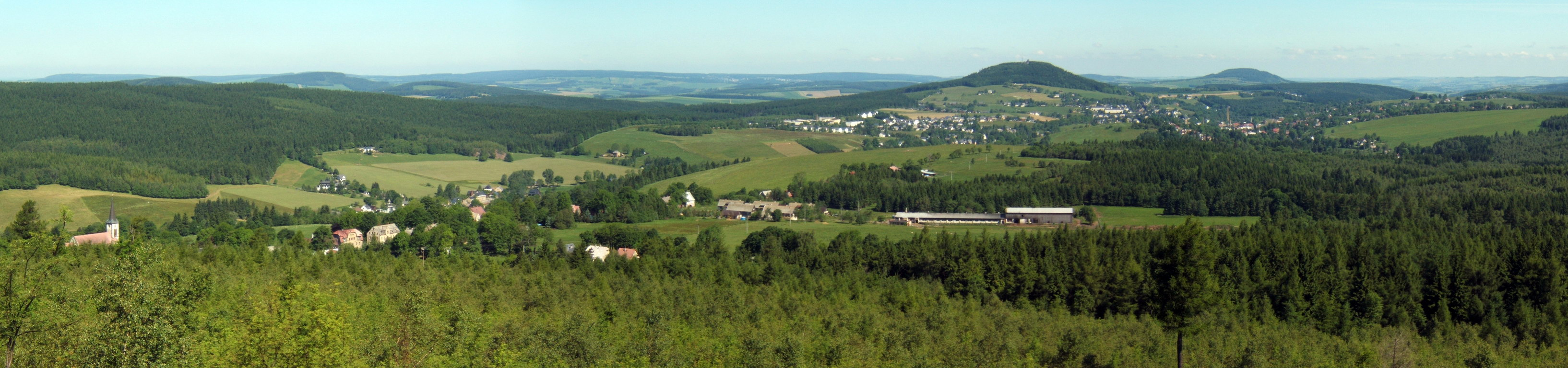
Panoramablick vom Hohen Stein auf Nové Zvolání, Bärenstein mit dem Bärenstein und Vejprty

- Waldfriedhof am Ortsausgang Richtung Kovářská mit seinen imposanten Grüften kündet vom einstigen Reichtum der Stadt.
- Kostel Všech Svatých (Zu Allen heiligen).
- Anton-Günther-Ruh im ehemaligen Stadtteil Grund, gelegen am Weg vom Bahnhof zum früheren Blechhammer (Richtung Bärenstein, Ortsteil Kühberg)
- Wardis-Kreuz

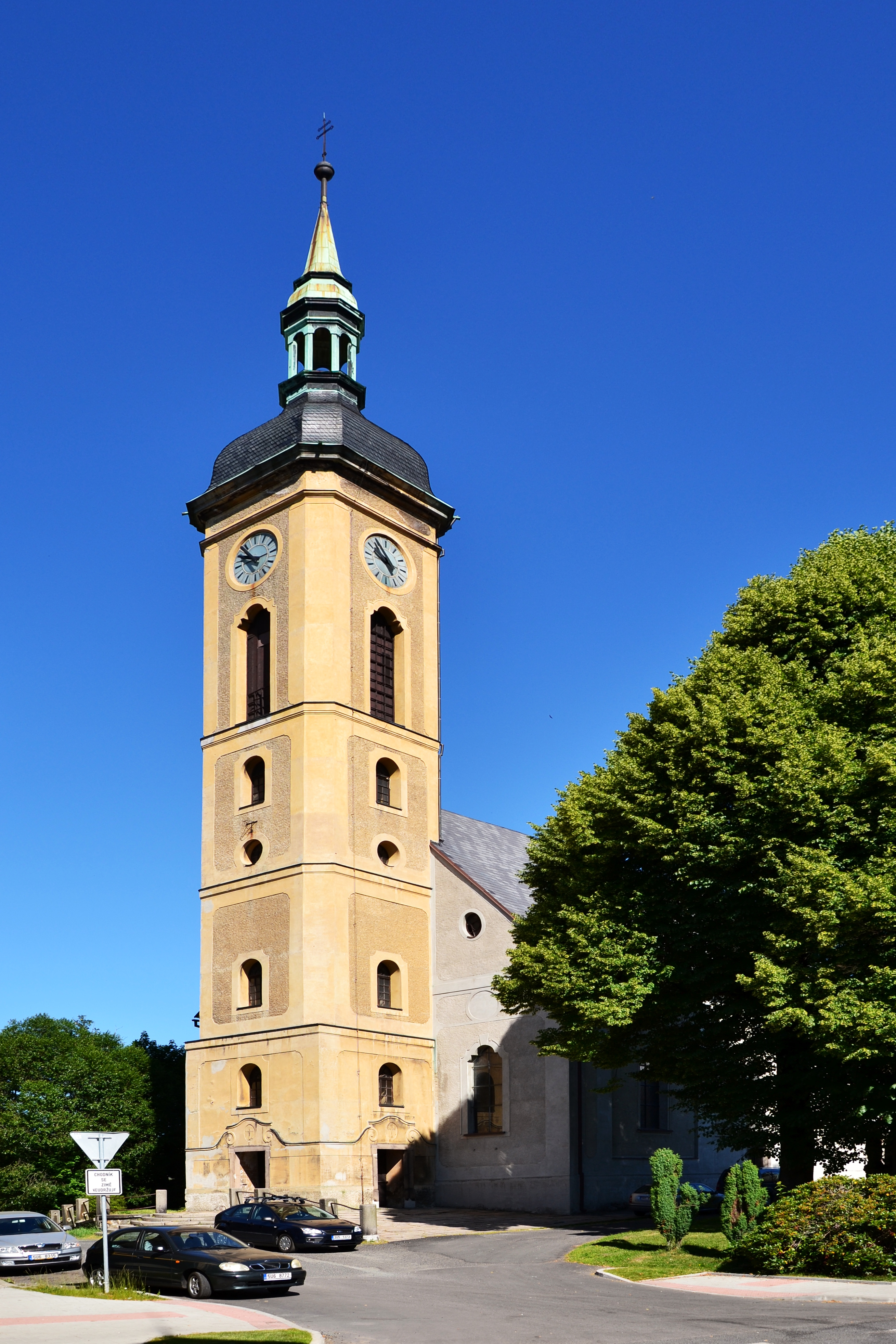
Kostel Všech svatých
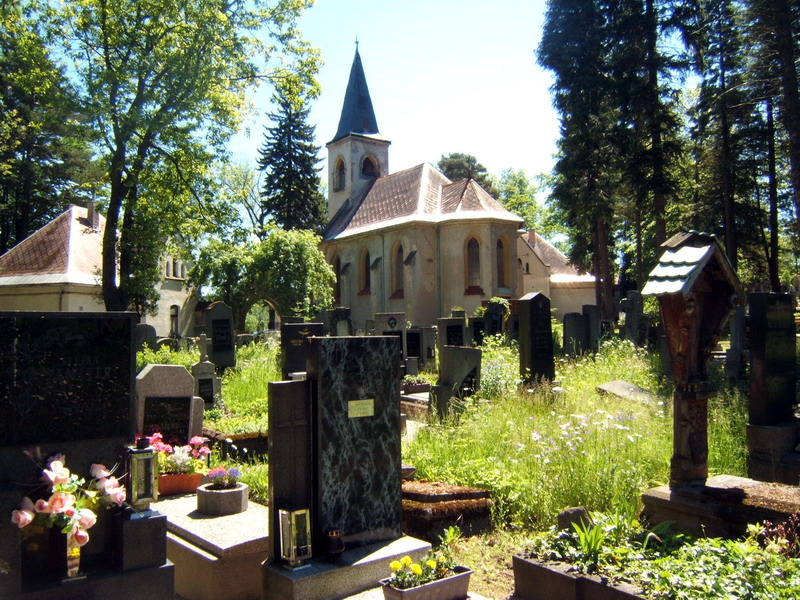
Waldfriedhof in Weipert
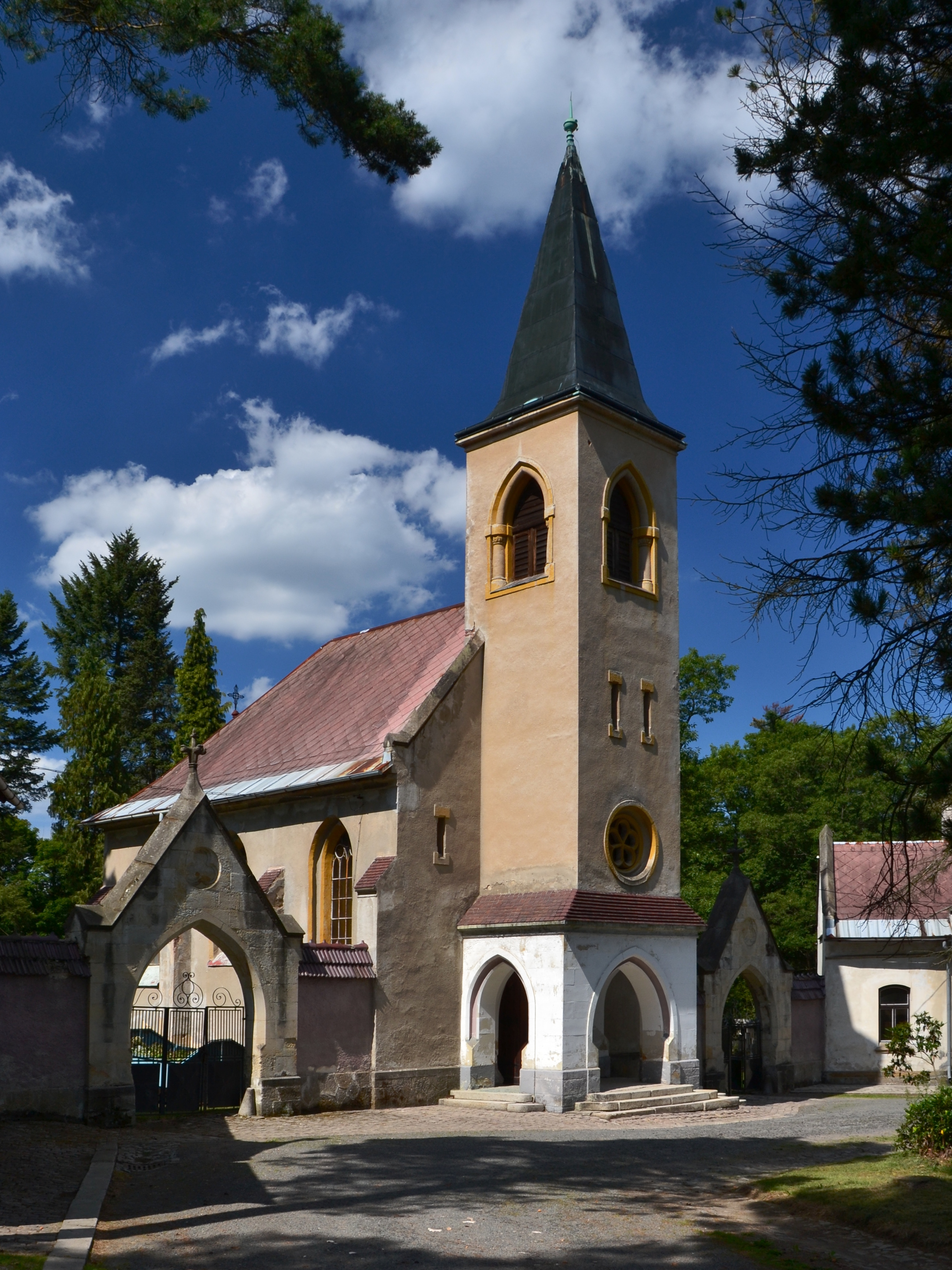
Kostel svatého Martina
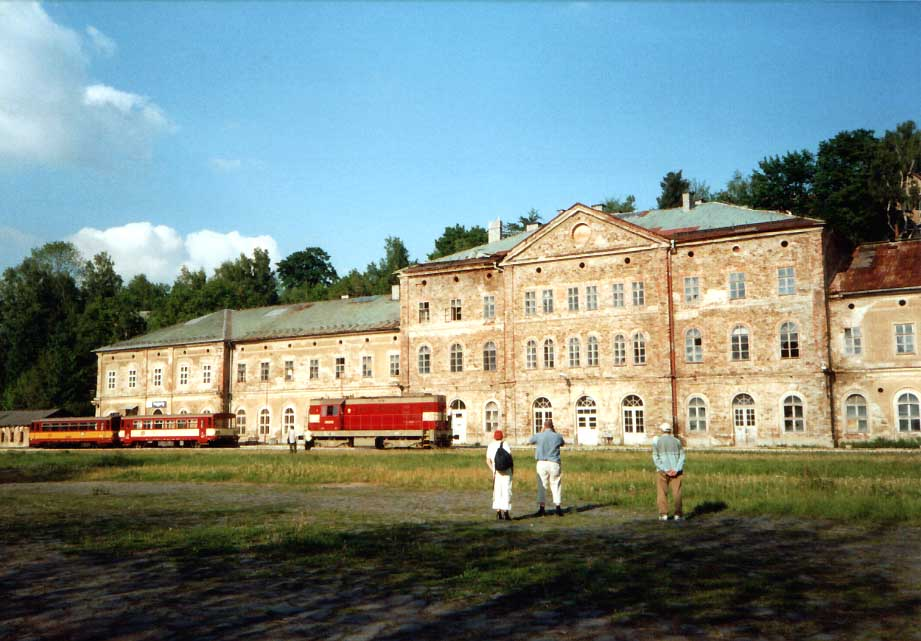
Bahnhof Vejprty (2003)

## Städtepartnerschaften
- Gunzenhausen in Bayern ist seit 1954 die Patenstadt der einst aus Weipert vertriebenen Bevölkerung. Mit dem unmittelbaren Ortsnachbarn Bärenstein besteht seit 2005 ein Partnerschaftsvertrag. Bereits seit 1990 wurden zwischen der Stadt Vejprty, ihrem Nachbarort Bärenstein in Sachsen und dem „Heimatausschuss Weipert“, der die Interessen der Vertriebenen aus Weipert vertritt, gute Kontakte aufgebaut.

## Verkehr
Vom Bahnhof Vejprty aus bestehen im Saisonverkehr (Sommer) planmäßige Bahnverbindungen nach Chomutov (Bahnstrecke Chomutov–Vejprty) und Cranzahl (Bahnstrecke Vejprty–Annaberg-Buchholz unt Bf).

## Söhne und Töchter der Stadt
- Theodor Innitzer (1875–1955), Kardinal, Erzbischof von Wien
- Wilhelm Dick (1897–1980), Skispringer
- Ernst Bartl (1899–1972), Heimatpfleger und Bundesvorstand der Eghalanda Gmoi, ferner Kommunalpolitiker in Eger
- Jupp Müller (1921–1985), Schriftsteller
- K. F. E. Weisgärber (* 1927), Karikaturist
- Walter W. Müller (1933–2024), Semitist

Ehrenbürger der Stadt ist Franz Illner (1855–1924), der hier ab 1887 als Stadtarzt wirkte und mit der Ehrenbürgerschaft Anerkennung für sein selbstloses Handeln erhielt.